# Caridina natarajani
Caridina natarajani е вид десетоного от семейство Atyidae. Видът не е застрашен от изчезване.

## Разпространение и местообитание
Разпространен е в Индия (Керала).
Обитава сладководни басейни и реки.